# Schaffhouse-sur-Zorn
Schaffhouse-sur-Zorn – miejscowość i gmina we Francji, w regionie Grand Est, w departamencie Dolny Ren. W 2013 roku populacja gminy wynosiła 407 mieszkańców.
1 stycznia 2017 roku połączono dwie wcześniejsze gminy: Hochfelden oraz Schaffhouse-sur-Zorn. Siedzibą nowej gminy została miejscowość Hochfelden, a gmina przyjęła jej nazwę. 